# ボブ・ループ
ボブ・ループ（Bob Roop、本名：Robert Michael Roop、1942年7月22日 - ）は、アメリカ合衆国の元プロレスラー。バージニア州ブラックスバーグ出身。生年は1943年ともされる。
1968年のメキシコシティオリンピックに全米代表で選出されたレスリングの強豪であり、プロレス転向後はシュートにもラフにも強いストロングファイターとして活躍した。

## 来歴
ジュニア・ハイスクール時代からレスリングを始め、南イリノイ大学カーボンデール校ではAAUのライトヘビー級チャンピオンシップを獲得。1967年にNCAAのチャンピオンになり、1968年にはメキシコシティオリンピックに出場、グレコローマン・スタイルのヘビー級部門で8位の成績を残した。
1969年、NWA圏のフロリダ地区（後にエディ・グラハムが主宰するチャンピオンシップ・レスリング・フロム・フロリダ）にてプロデビュー。オール・アメリカン（All-American）をニックネームに、アスリート系のベビーフェイスとして活躍し、1971年12月23日にオレイ・アンダーソンを破ってTV王座を獲得。以降もジョニー・バレンタイン、ターザン・タイラー、キラー・カール・コックス、バディ・コルト、プロフェッサー・タナカ、クリス・マルコフ、ボビー・ダンカン、ディック・マードックなどと抗争を展開した。1974年4月29日には、テキサスの東部地区（フリッツ・フォン・エリック主宰のNWAビッグタイム・レスリング）にてフランク・グーディッシュのデビュー戦の相手を務めた。
やがてラフファイトの強さを活かして、ジ・エンフォーサー（The Enforcer）の異名を持つヒールに転向、1975年2月25日にビル・ワットからNWAフロリダ・ヘビー級王座を奪取。以降、1970年代末までフロリダを主戦場に、ダスティ・ローデス、ジャック・ブリスコ、ヒロ・マツダ、ジョー・ルダック、ボブ・アームストロング、ロッキー・ジョンソン、サンダーボルト・パターソン、マイク・ジョージ、スティーブ・カーン、ボブ・バックランドらと激闘を繰り広げた。1977年には太平洋岸のサンフランシスコ地区に参戦して、3月30日にアレックス・スミルノフと組んでパット・パターソン&ペッパー・ゴメスからサンフランシスコ版のNWA世界タッグ王座を奪取。同地区のフラッグシップ・タイトルだったUSヘビー級王座も、9月17日にディーン・ホーを下して獲得している。
1979年、ランディ・サベージの父親アンジェロ・ポッフォが立ち上げたケンタッキー州レキシントンの新興インディー団体ICW（インターナショナル・チャンピオンシップ・レスリング）に、フロリダでのタッグ・パートナーだったボブ・オートン・ジュニアと共に参画。ICWではカラー・コメンテーターも務め、1981年まで在籍していた。しかし、NWAに加盟していない独立団体の運営に関わったため、その後しばらくはNWAの主要テリトリーに戻ることができず、ビル・ワットが主宰していたMSWA（ミッドサウス・レスリング・アソシエーション）に転出する。MSWAでは当初はベビーフェイスとしてアーニー・ラッドやスーパー・デストロイヤー、ワイルド・サモアンズ、ザ・グレート・カブキなどと対戦したが、ほどなくしてヒールターンし、テッド・デビアスやジャンクヤード・ドッグを相手にフラッグシップ・タイトルの北米ヘビー級王座を争った。
以後はNWAに戻り、ジョージア地区（ジム・バーネット主宰のジョージア・チャンピオンシップ・レスリング）でのトミー・リッチやロニー・ガービンとの抗争を経て、1985年にケビン・サリバン率いるヒール軍団 "アーミー・オブ・ダークネス" の一員として古巣のフロリダ地区に復帰。髪を半分剃り上げ顔面にペイントを施し、マハ・シン（Maha Singh）なる怪奇派レスラーに変身した。1986年2月14日にオーランドで開催された "NWA Battle Of The Belts II" では、サリバン&パープル・ヘイズとの怪奇派トリオでロード・ウォリアーズ&ブラックジャック・マリガンと対戦、この試合は日本でもテレビ東京の『世界のプロレス』で放送された。フロリダではヒロ・マツダと共に、デビュー前のレックス・ルガーのコーチも務めている。
1987年に首を負傷して引退後は、ミシガン州ランシングで学校職員に転じた。

### 日本での活躍
初来日は1970年9月、日本プロレスの『第1回NWAタッグ・リーグ戦』に、ミネソタ・レッキング・クルーでの活躍で知られるラーズ・アンダーソンとのコンビで参加した（両者はアマチュア時代からの旧知の間柄である）。
2度目の来日は1974年7月の全日本プロレス『サマー・アクション・シリーズ第1弾』。開幕戦のタッグマッチでは、ショルダー・バスターでジャイアント馬場からフォールを奪っている。このシリーズには、同じくオリンピック出身のシューターであるダニー・ホッジや、ループ同様にNCAAのチャンピオンだった若手時代のボブ・バックランドも参戦していた（エース格はミル・マスカラスで、怪奇派のジョージ・スティールも来日しており、彼らとも異色タッグを組んだ）。
1979年1月には、ウェイトを絞り込んで新日本プロレスの『新春黄金シリーズ』に外国人エースとして来日。同時参戦していた元王者のジョニー・パワーズを差し置いて、1月12日の川崎大会においてアントニオ猪木のNWFヘビー級王座に挑戦。シリーズ最終戦の2月2日にはクルト・フォン・ヘスをパートナーに、札幌中島スポーツセンターにて坂口征二&ストロング小林の北米タッグ王座にも挑んでいる。NWF戦では猪木をグラウンド・レスリングの攻防で圧倒し、シューターとしての実力を見せつけた（結果はマネージャーのグレート・マレンコの介入で反則負け）。
来日回数は計3回と少なく、大きな活躍の機会には恵まれなかったものの、最後の来日となった新日本の猪木戦での強さは伝説化されている。

## 追記
- 1978年、プロレスを題材としたシルヴェスター・スタローン主演の映画『パラダイス・アレイ』にプロレスラー役で顔を見せている[20]。なお、ループは1976年8月18日にフロリダ州マイアミビーチにて、同作品に俳優として出演したテリー・ファンクのNWA世界ヘビー級王座に挑戦している[21]。
- シュートの実力はもとより、ストリートファイトの腕前も相当なもので、同じく喧嘩の強いことで知られたディック・スレーターとも私闘を演じている（勝敗および原因については諸説あり）[22]。両者は1975年から1979年にかけて、フロリダおよびアラバマにて再三対戦しており[2]、リング内外で抗争を繰り広げたことになるが、共にボブ・オートン・ジュニアの友人でもある[13]。
- キャリア晩年は怪奇派レスラーのマハ・シンに変身してケビン・サリバンと結託したが、1976年頃に覆面レスラーのザ・グラディエーター（The Gladiator）を名乗り、当時ベビーフェイスだったサリバンと抗争したことがある。

## 得意技
- ショルダー・バスター
- シュミット式バックブリーカー
- チキンウィング・アームロック

## 獲得タイトル
チャンピオンシップ・レスリング・フロム・フロリダ
- NWAフロリダ・ヘビー級王座：3回[6]
- NWAフロリダTV王座：1回[5]
- NWAフロリダ・ブラスナックル王座：1回[23]
- NWAフロリダ・タッグ王座：5回（w / ボリス・マレンコ、ボブ・オートン・ジュニア×2、ボブ・オートン・シニア×2）[24]（1975年6月14日にハーリー・レイスとのタッグでも獲得しているともされる）[25]
- NWA南部タッグ王座（フロリダ版）：1回（w / バディ・フラー）[26]

NWAサンフランシスコ
- NWA USヘビー級王座（サンフランシスコ版）：1回[8]
- NWA世界タッグ王座（サンフランシスコ版）：1回（w / アレックス・スミルノフ）[7]

サウスイースタン・チャンピオンシップ・レスリング
- NWAサウスイースタンTV王座：1回[27]
- NWAサウスイースタン・タッグ王座：3回（w / ボブ・オートン・ジュニア×2、ジミー・ゴールデン）[28]

インターナショナル・チャンピオンシップ・レスリング
- ICW TV王座：2回[29]
- ICWサウスイースタン・タッグ王座：3回（w / ボブ・オートン・ジュニア、テリー・ギッブス、ビッグボーイ・ウィリアムス）[30]

ミッドサウス・レスリング・アソシエーション
- ミッドサウス北米ヘビー級王座：1回[10]
- ミッドサウス・ルイジアナ・ヘビー級王座：1回[31]

ジョージア・チャンピオンシップ・レスリング
- NWA世界TV王座：2回[32]